# Chmielnik (Ukraina)
Chmielnik (ukr. Хмільник, Chmilnyk) – miasto na Ukrainie, nad Bohem, w obwodzie winnickim, siedziba rejonu chmielnickiego, uzdrowisko.

## Historia

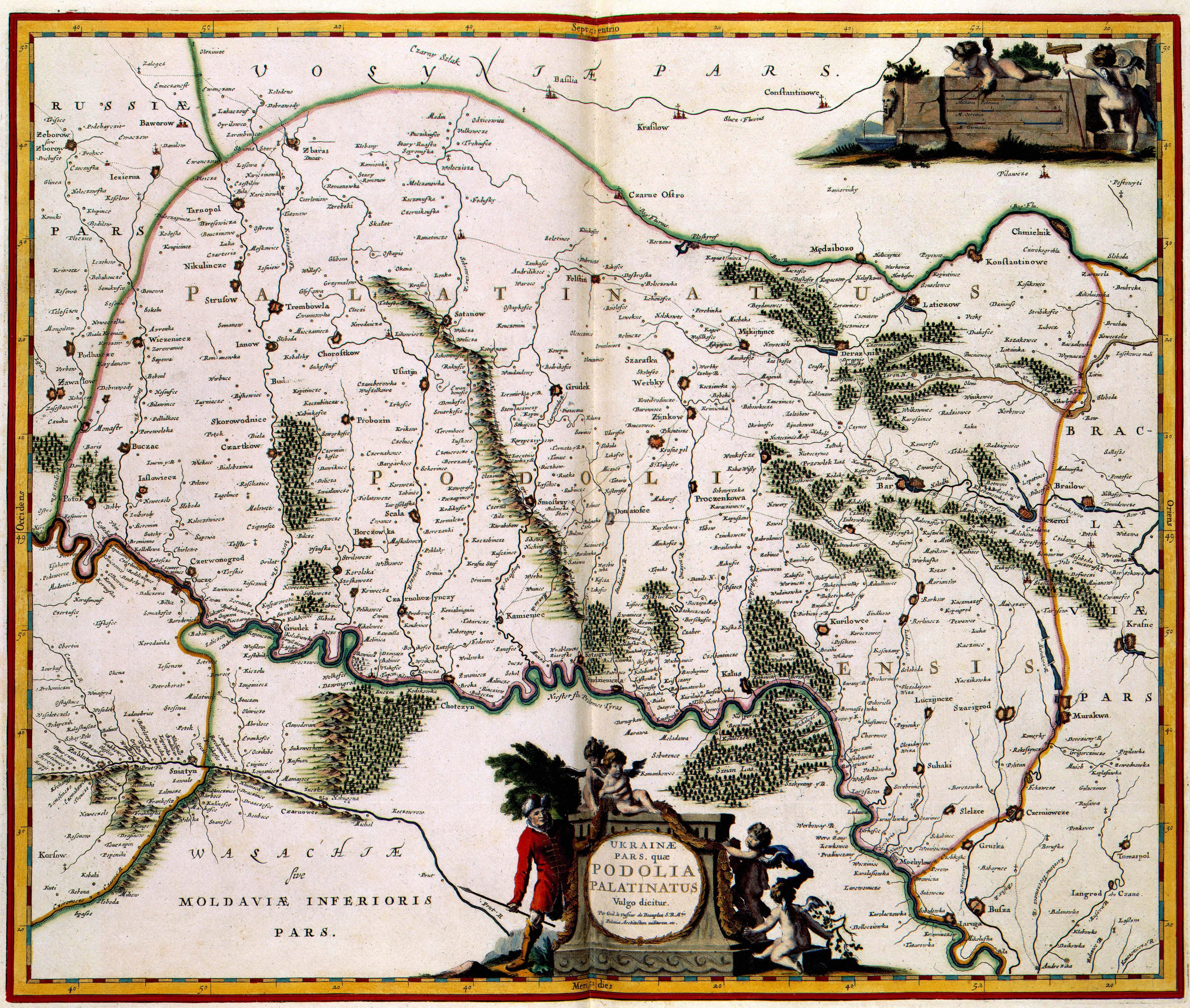
Mapa województwa podolskiego z 1648 r. z wymienionym Chmielnikiem (w północno-wschodniej części województwa)

Najstarsza wzmianka o miejscowości pochodzi z roku 1362. Od XIV wieku Chmielnik znajdował się w granicach Wielkiego Księstwa Litewskiego. W 1434 roku został włączony do Polski, a w 1448 roku otrzymał magdeburskie prawa miejskie z rąk króla Kazimierza IV Jagiellończyka. Król Zygmunt I Stary w 1518 roku odnowił prawa miejskie. W związku z tym, że miasto leżało na szlaku tatarskim, w 1534 roku hetman wielki koronny Jan Tarnowski wzmocnił stary zamek i otoczył miasto wałem. Eryk Lassota w swoim Diariuszu określił w 1594 roku Chmielnik jako „wielkie miasto”.
20 listopada 1651 roku zmarł w Chmielniku hetman wielki koronny Mikołaj Potocki.
W latach 1672–99 Chmielnik znajdował się pod władzą Turcji. W 1768 konfederaci barscy bronili miasta przez Rosjanami. U schyłku I Rzeczypospolitej stacjonował tu 3 Pułk Przedniej Straży Buławy Polnej Koronnej. W 1793 roku, w wyniku II rozbioru Polski, Chmielnik przyłączono do Imperium Rosyjskiego, gdzie był siedzibą gminy Chmielnik w powiecie lityńskim, w guberni podolskiej.
W 1860 w tutejszym kościele został ochrzczony Ignacy Jan Paderewski, który urodził się w pobliskiej Kuryłówce.
Podczas okupacji hitlerowskiej, jesienią 1941 roku Niemcy utworzyli getto dla żydowskich mieszkańców. Przebywało w nim około 6000 osób. W grudniu 1943 roku Niemcy zlikwidowali getto, a Żydów zamordowali. Sprawcami zbrodni było Gestapo z Winnicy, niemiecka żandarmeria, oddział węgierskiej armii oraz ukraińska policja. 
W 1989 liczyło 29 702 mieszkańców.
Na początku 2007 r. ogłoszono upadłość zakładu mechanicznego.
W 2010 r. na fasadzie kościoła odsłonięto tablicę pamiątkową w językach polskim i ukraińskim.
W 2013 liczyło 28 209 mieszkańców.

## Zabytki
- Kościół Trójcy Świętej
- Zamek w Chmielniku
- Pałac w Chmielniku
- Cerkiew Wniebowstąpienia Pańskiego
- Cerkiew Narodzenia Matki Bożej
- Budynek gimnazjum
- Dworzec kolejowy

## Galeria

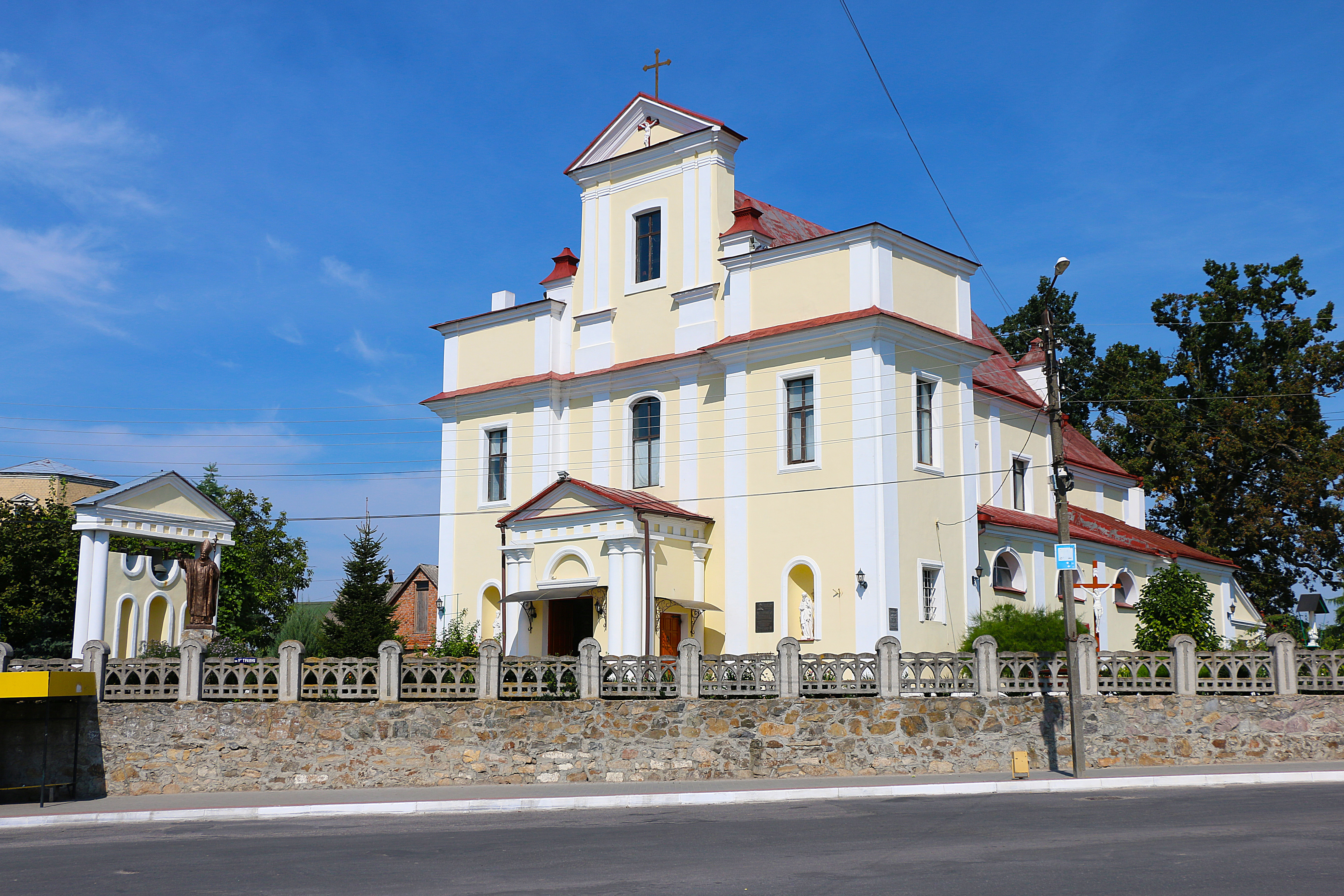
Kościół Trójcy Świętej
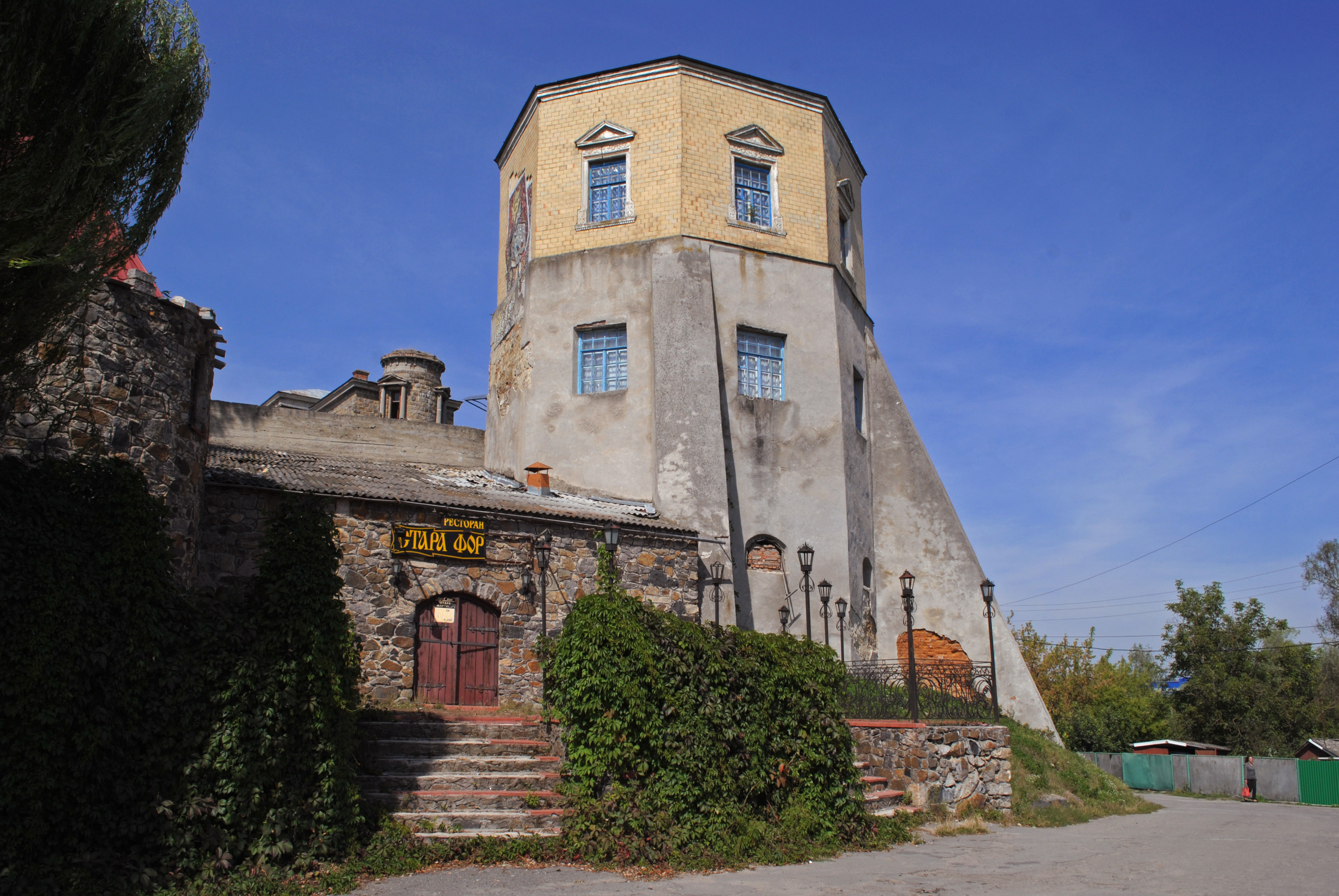
Baszta zamkowa
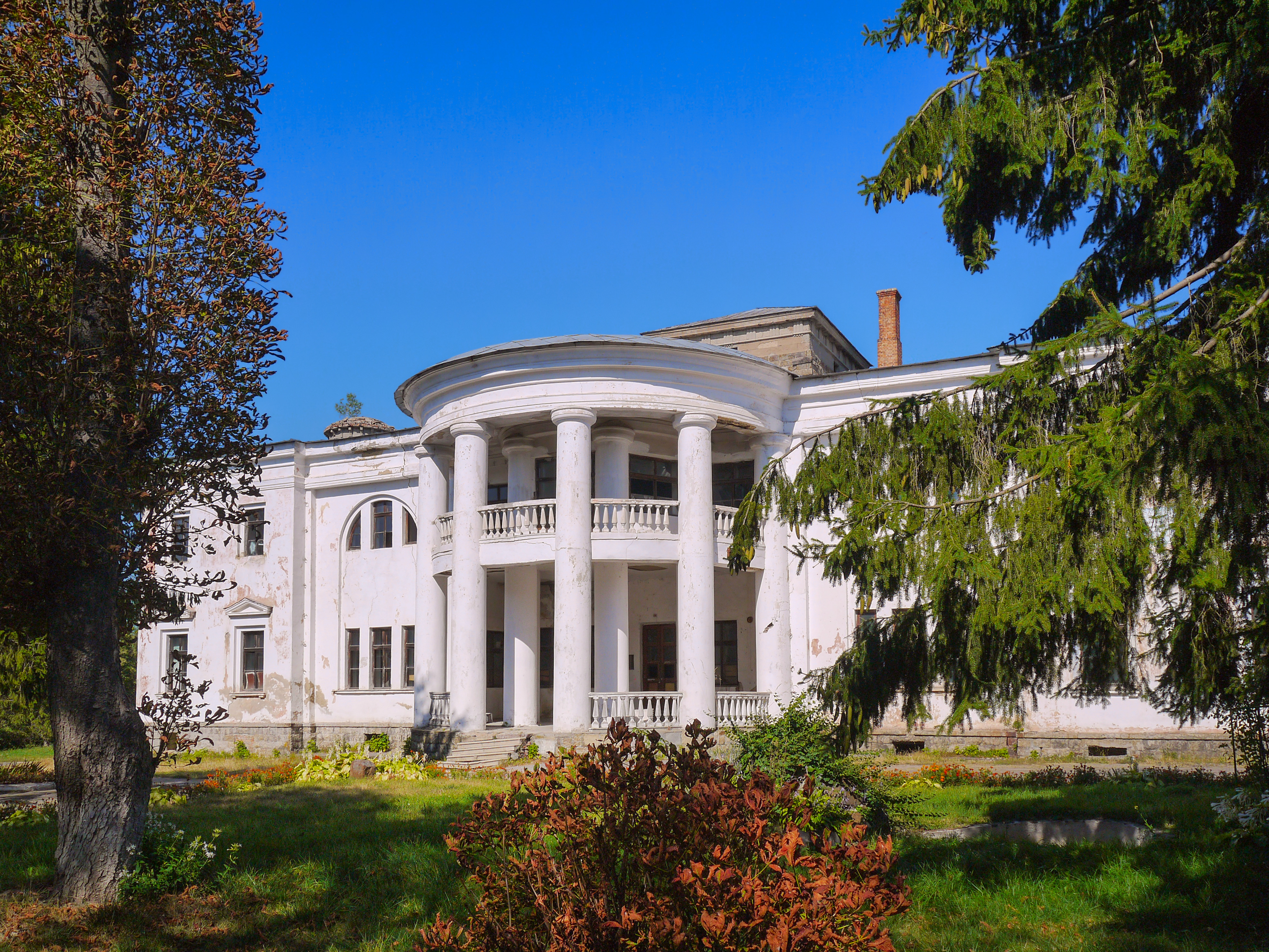
Pałac
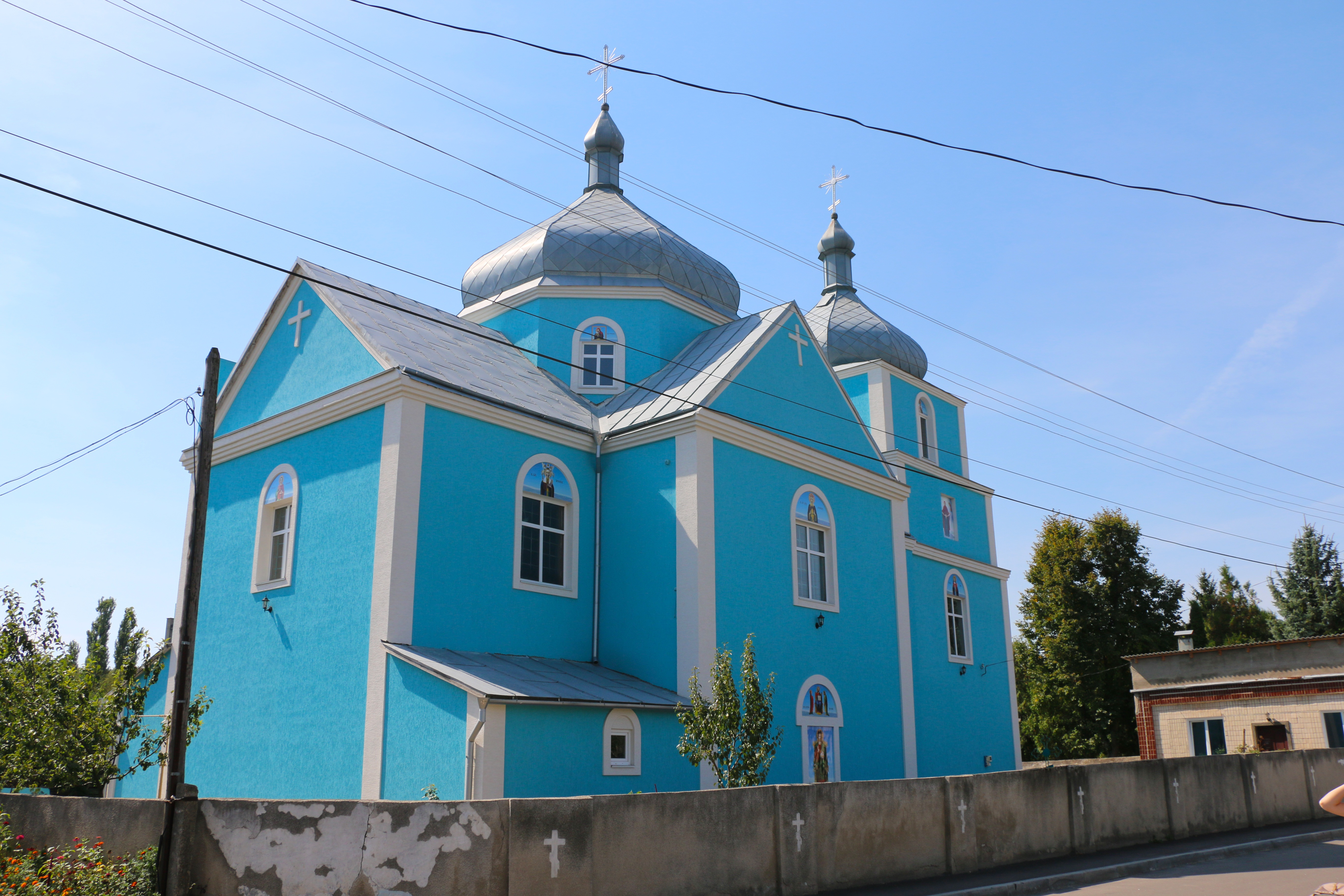
Cerkiew Wniebowstąpienia Pańskiego
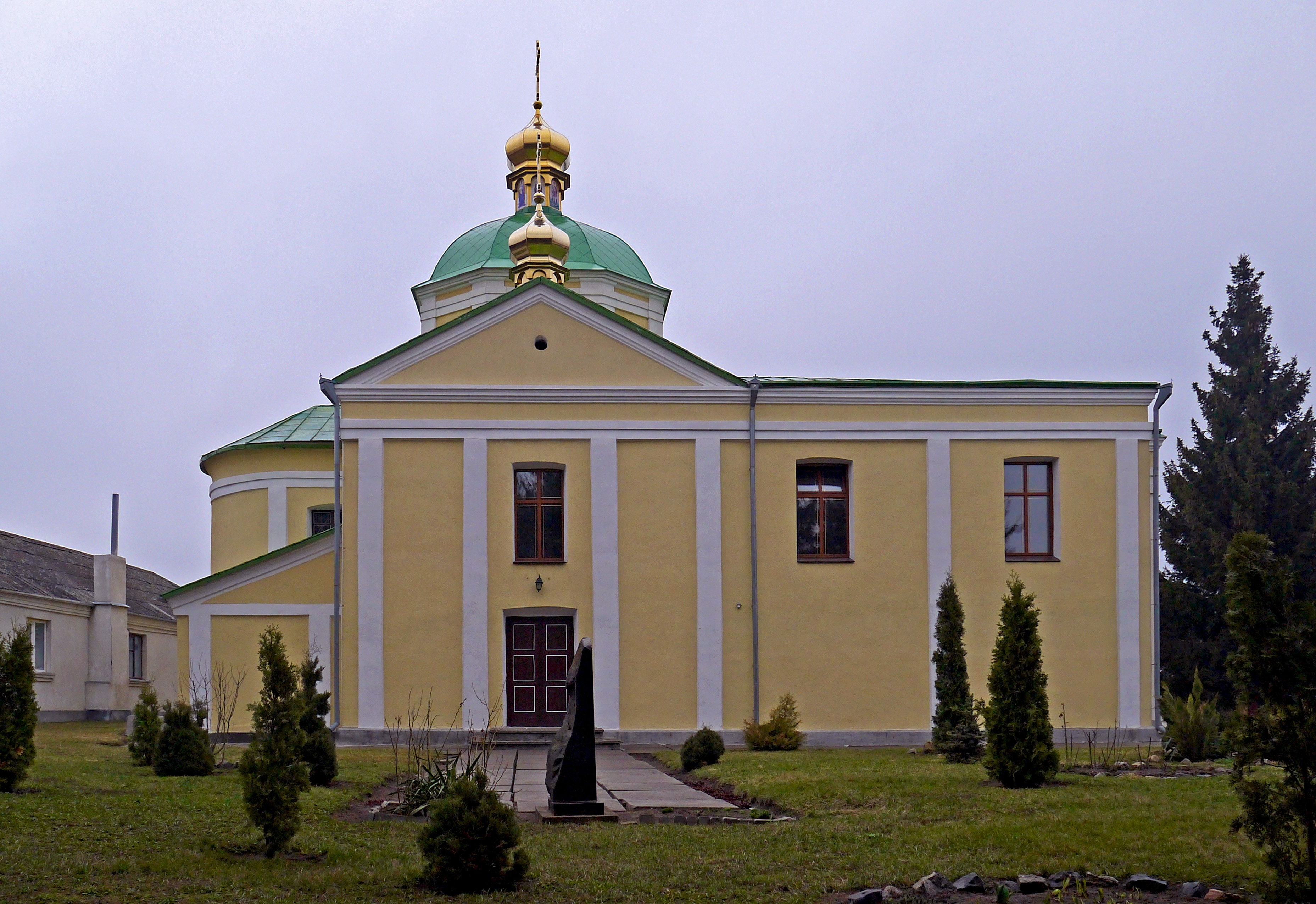
Cerkiew Narodzenia Matki Bożej
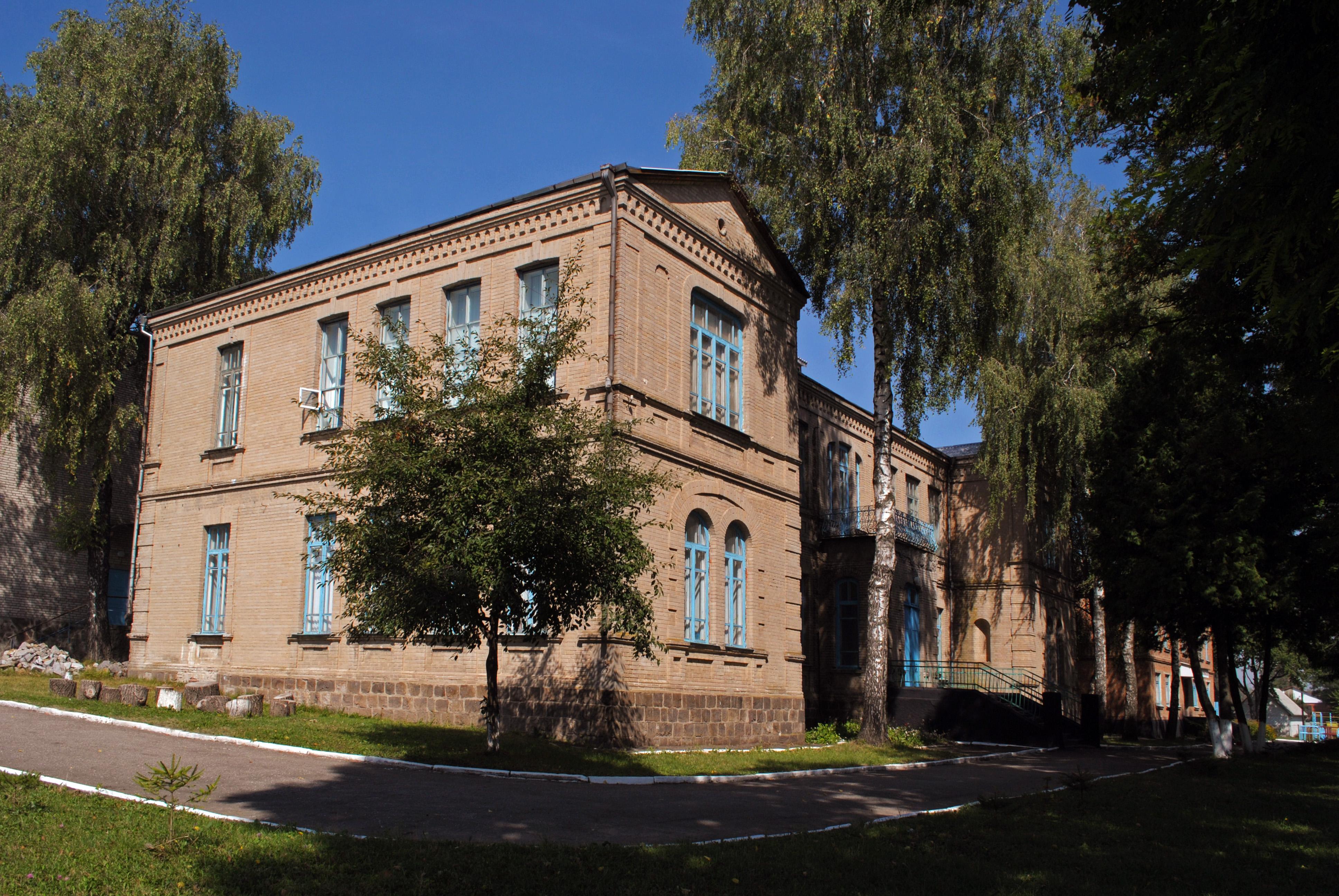
Budynek gimnazjum
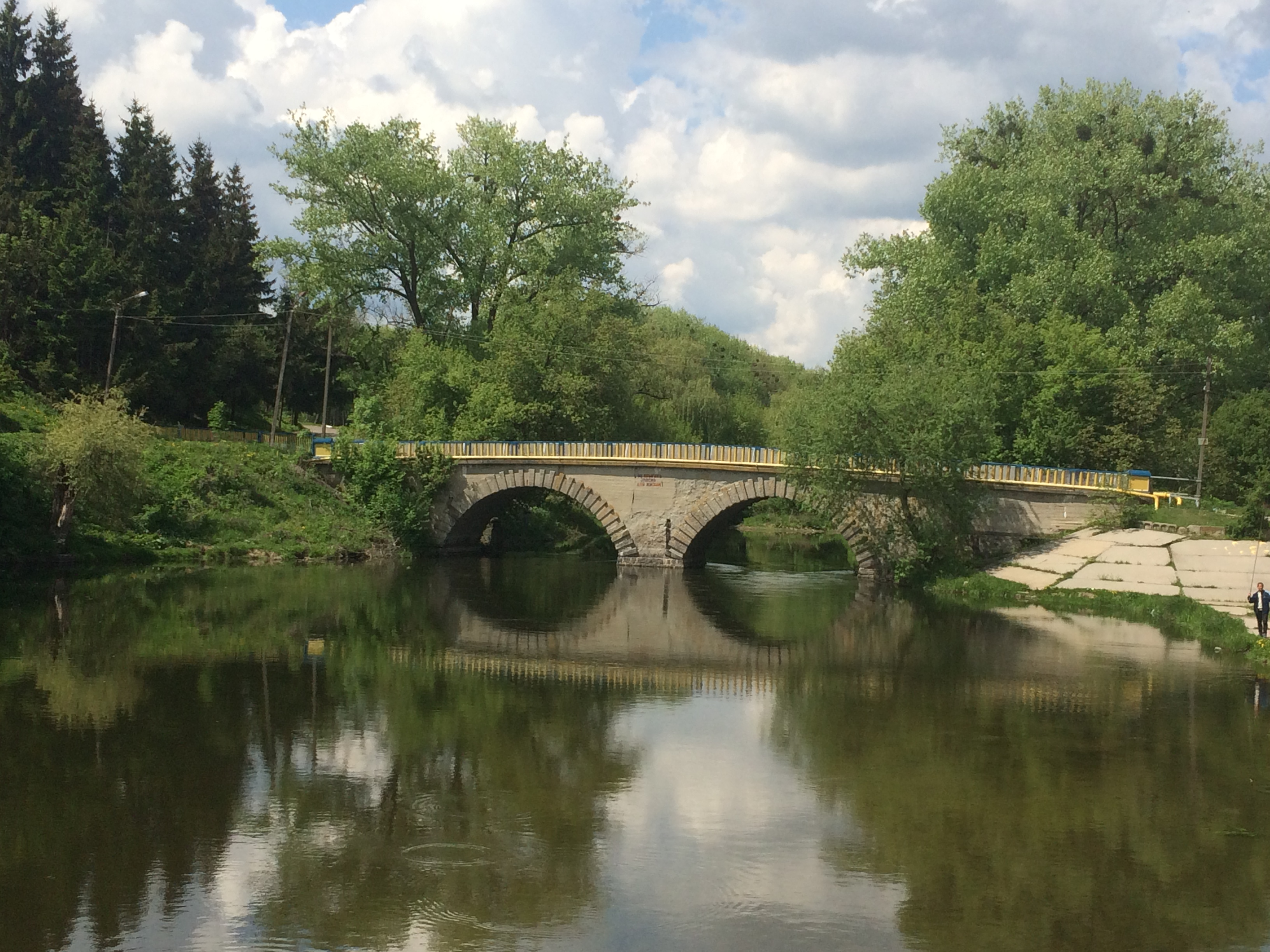
Most w stylu weneckim
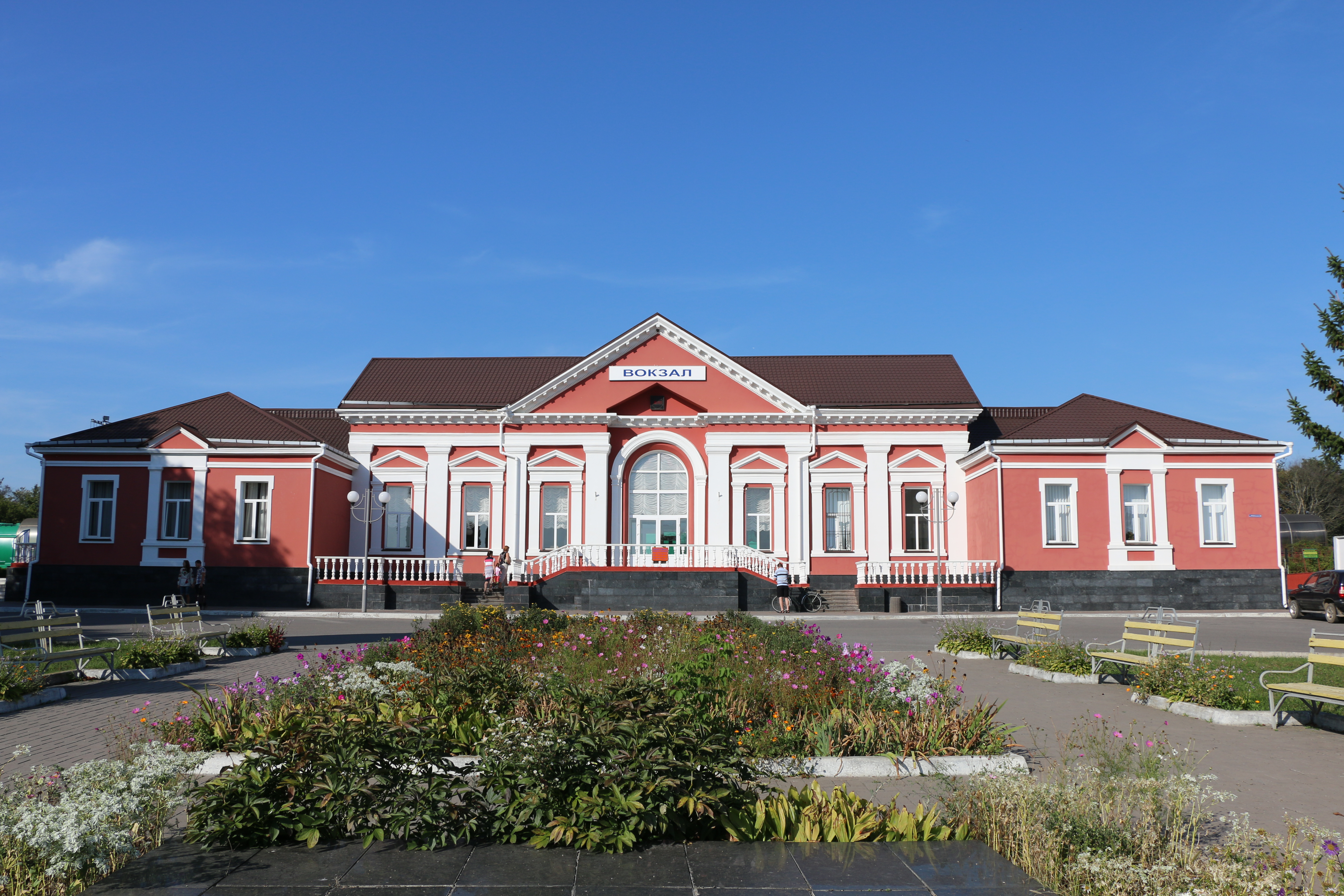
Dworzec kolejowy
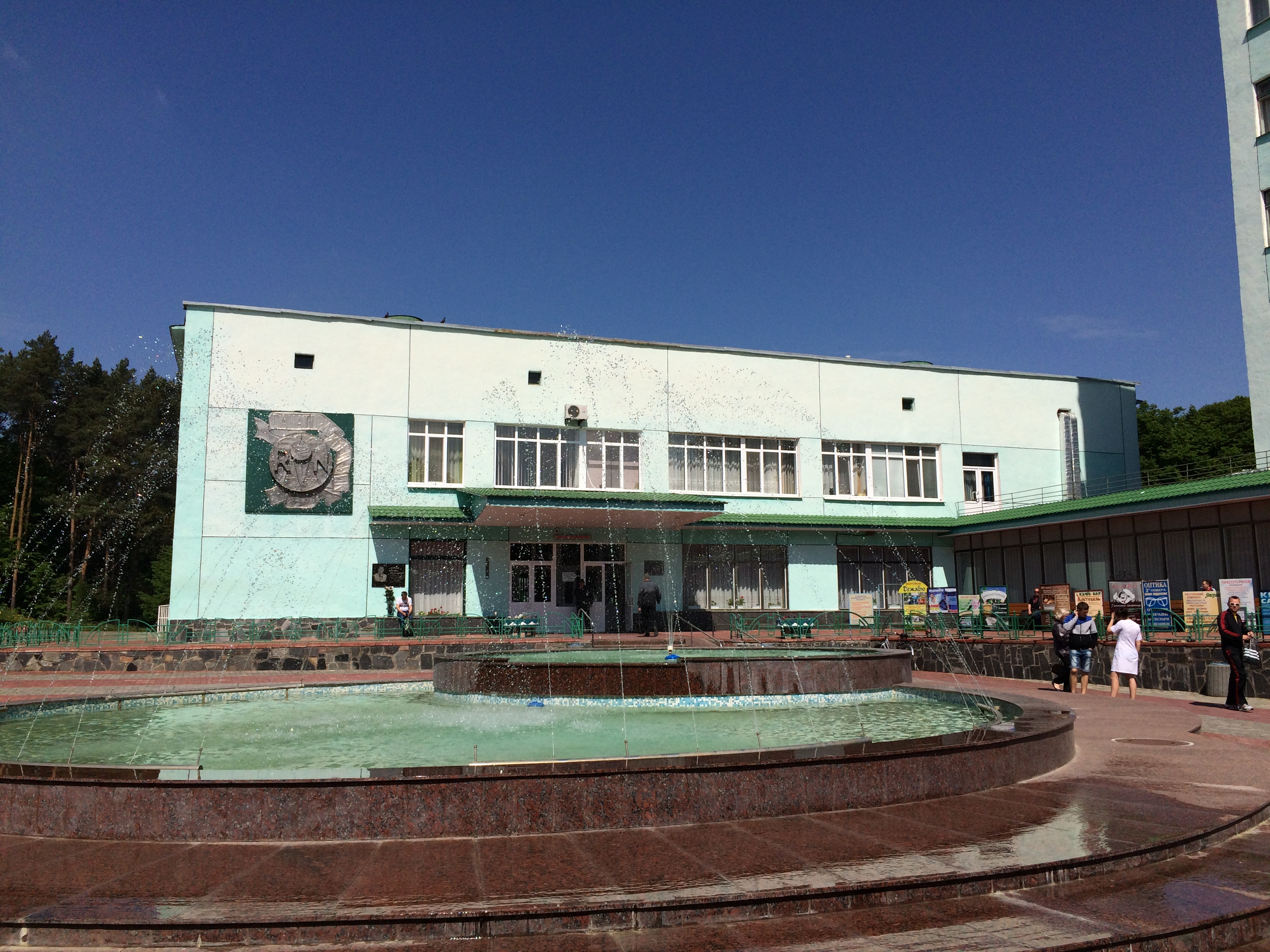
Sanatorium
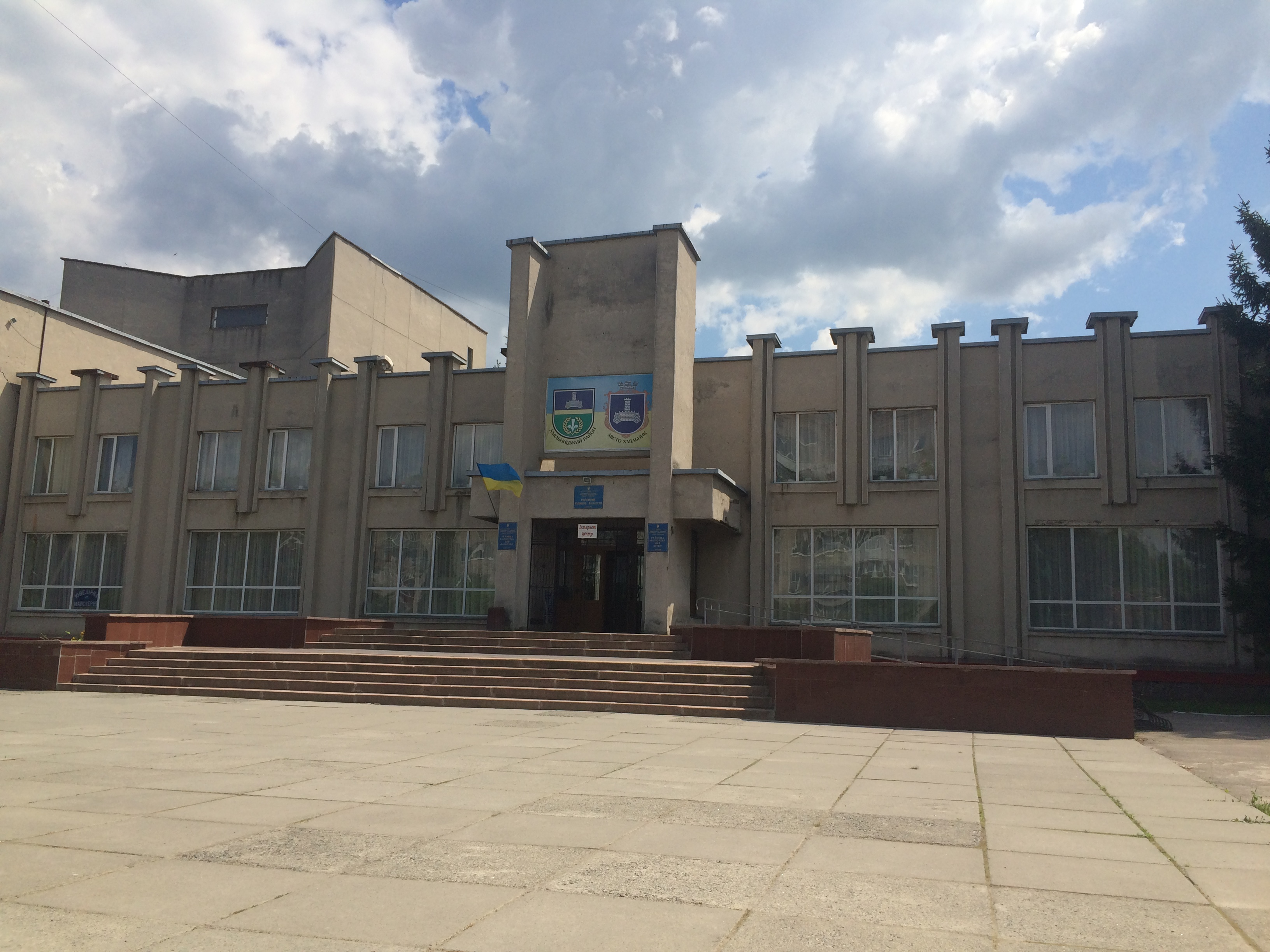
Dom Kultury

## Miasta partnerskie
- Krynica-Zdrój
- Busko-Zdrój
- Szczawnica